# Colonne sonore di Magica Doremì
Lista delle colonne sonore delle quattro serie televisive anime di Magica Doremì e dell'OAV Magica magica Doremì.

## Album
| Nº | Titolo CD | Numero tracce          | Produzione              | Data uscita       |
| -- | --- | ---------------------- | ----------------------- | ----------------- |
| 1  | Ojamajo Carnival!! | 4                      | Bandai                  | 5 marzo 1999      |
| 2  | Ojamajo CD Club Vol. 1: Ojamajo Vocal Collection                                                                      | 14                     | Bandai                  | 21 aprile 1999    |
| 3  | Ojamajo CD Club Vol. 2: Ojamajo BGM Collection                                                                        | 17                     | Bandai                  | 21 luglio 1999    |
| 3  | Ojamajo CD Club Vol. 3: Ojamajo Happy-py Drama Theater!                                                               | 10                     | Bandai                  | 21 agosto 1999    |
| 4  | Ojamajo CD Club Vol. 4: Ojamajo Solo Vocal Collection - Doremi Harukaze                                               | 7                      | Bandai                  | 21 ottobre 1999   |
| 5  | Ojamajo CD Club Vol. 5: Ojamajo Solo Vocal Collection - Hazuki Fujiwara                                               | 7                      | Bandai                  | 21 ottobre 1999   |
| 6  | Ojamajo CD Club Vol. 6: Ojamajo Solo Vocal Collection - Aiko Senoo                                                    | 7                      | Bandai                  | 21 ottobre 1999   |
| 7  | Ojamajo CD Club Vol. 7: MAHO-Dou's Ojamajo Christmas Carnival                                                         | 6                      | Bandai                  | 21 novembre 1999  |
| 8  | Ojamajo wa koko ni iru                                                                                                | 4                      | King Records            | 24 marzo 2000     |
| 9  | MAHO-Dou CD Collection Part 1: Soundtrack Volume 1                                                                    | 17                     | King Records            | 21 giugno 2000    |
| 10 | Poppu na yūki | 4                      | King Records            | 5 luglio 2000     |
| 11 | MAHO-Dou CD Collection Part 2: Screen Theme and Secret Story                                                          | 18                     | King Records            | 3 agosto 2000     |
| 12 | MAHO-Dou CD Collection Solo: Doremi Harukaze                                                                          | 5                      | King Records            | 4 ottobre 2000    |
| 13 | MAHO-Dou CD Collection Solo: Hazuki Fujiwara                                                                          | 5                      | King Records            | 4 ottobre 2000    |
| 14 | MAHO-Dou CD Collection Solo: Aiko Senoo                                                                               | 5                      | King Records            | 2 novembre 2000   |
| 15 | MAHO-Dou CD Collection Solo: Onpu Segawa                                                                              | 5                      | King Records            | 2 novembre 2000   |
| 16 | MAHO-Dou CD Collection Part 3: Song Festival                                                                          | 21                     | King Records            | 24 gennaio 2001   |
| 17 | Ojamajo de BAN² | 4                      | Marvelous Entertainment | 21 febbraio 2001  |
| 18 | Ojamajo BAN² CD Club Part 1: Ojamajo New BGM Collection                                                               | 16                     | Marvelous Entertainment | 23 marzo 2001     |
| 19 | Ojamajo BAN² CD Club Part 2: Mo~tto! Ojamajo Swe~et Song Collection                                                   | 16                     | Marvelous Entertainment | 23 maggio 2001    |
| 20 | Ojamajo BAN² CD Club Part 3: Ojamajo Musical Vocal Collection                                                         | 11                     | Marvelous Entertainment | 21 giugno 2001    |
| 21 | Natsu no mahō | 4                      | Marvelous Entertainment | 4 luglio 2001     |
| 22 | Ojamajo BAN² CD Club Part 4: Ojamajo Pajama Music Talk!!                                                              | 21                     | Marvelous Entertainment | 22 agosto 2001    |
| 23 | Ojamajo BAN² CD Club Part 5: Character Mini Album Series 1 - Doremi Harukaze                                          | 7                      | Marvelous Entertainment | 27 agosto 2001    |
| 24 | Ojamajo BAN² CD Club Part 6: Character Mini Album Series 2 - Onpu Segawa                                              | 6                      | Marvelous Entertainment | 21 settembre 2001 |
| 25 | Ojamajo BAN² CD Club Part 7: Character Mini Album Series 3 - Momoko Asuka                                             | 7                      | Marvelous Entertainment | 24 ottobre 2001   |
| 26 | Ojamajo BAN² CD Club Part 8: Character Mini Album Series 4 - Aiko Senoo                                               | 7                      | Marvelous Entertainment | 21 novembre 2001  |
| 27 | Ojamajo BAN² CD Club Part 9: Character Mini Album Series 5 - Hazuki Fujiwara                                          | 7                      | Marvelous Entertainment | 21 novembre 2001  |
| 28 | Ojamajo BAN² CD Club Part 10: MAHO-Dou's Ojamajo BAN² Christmas Party!!                                               | 19                     | Marvelous Entertainment | 21 novembre 2001  |
| 29 | Ojamajo BAN² CD Club Part 11: Ojamajo BAN² Curtain Call                                                               | 14                     | Marvelous Entertainment | 23 gennaio 2002   |
| 30 | DANCE! Ojamajo | 4                      | Marvelous Entertainment | 21 febbraio 2002  |
| 31 | Ojamajo DOKKA~N! CD Club Volume 1: Character Mini Album Special - Hana Makihatayama (Hana-chan)                       | 10                     | Marvelous Entertainment | 24 aprile 2002    |
| 32 | Ojamajo ondo de happy-py!! MAHO de cha-cha-cha                                                                        | 4                      | Marvelous Entertainment | 12 giugno 2002    |
| 33 | Ojamajo DOKKA~N! CD Club Volume 2: Ojamajo DOKKA~N! Song Library!!                                                    | 15                     | Marvelous Entertainment | 21 giugno 2002    |
| 34 | Ojamajo DOKKA~N! CD Club Volume 3: Ojamajo Musical Collection DOKKA~N! ~Ojamajo Close Call! Save the World of Music!~ | 13                     | Marvelous Entertainment | 24 luglio 2002    |
| 35 | Ojamajo DOKKA~N! CD Club Volume 4: Ojamajo DOKKA~N! BGM Collection Plus Alpha                                         | 21                     | Marvelous Entertainment | 21 agosto 2002    |
| 36 | Ojamajo DOKKA~N! CD Club Volume 5: Character Vocal Collection (Class 6-1)                                             | 20                     | Marvelous Entertainment | 21 ottobre 2002   |
| 37 | Ojamajo DOKKA~N! CD Club Volume 6: Character Vocal Collection (Class 6-2)                                             | 19                     | Marvelous Entertainment | 21 novembre 2002  |
| 38 | Ojamajo DOKKA~N! CD Club Volume 7: Ojamajo DOKKA~N! Drama Theater - MAHO-Dou's Witch World Happy-py Tour!!            | 11                     | Marvelous Entertainment | 21 dicembre 2002  |
| 39 | Ojamajo DOKKA~N! CD Club Volume 8: FRIENDS - MAHO-Dou Solo Vocal Album                                                | 14                     | Marvelous Entertainment | 22 gennaio 2003   |
| 40 | Mo~tto! Ojamajo Doremi Memorial CD Box                                                                                | 76 (16 + 18 + 17 + 25) | Marvelous Entertainment | 25 settembre 2003 |
| 41 | Ojamajo DOKKA~N! Memorial CD Box                                                                                      | 90 (24 + 24 + 19 + 23) | Marvelous Entertainment | 22 ottobre 2003   |
| 42 | Ojamajo Doremi # Memorial CD Box                                                                                      | 82 (28 + 21 + 12 + 21) | King Records            | 27 novembre 2003  |
| 43 | Ojamajo Doremi Memorial CD Box                                                                                        | 91 (27 + 17 + 21 + 26) | Marvelous Entertainment | 21 dicembre 2003  |